# Let It Shine
《Let It Shine》은 록 밴드 디어 클라우드의 두 번째 EP 앨범이다.

## 수록곡
1. See The Light
2. 12
3. U
4. 하루만큼 강해진 너에게
5. Polaris
6. 그대와 춤추는 밤